# Lévrier australien
Le lévrier australien appelé également chien de kangourou est un lévrier utilisé pour la chasse en Australie. Il s'agit d'une variété non reconnue officiellement par la Fédération cynologique internationale.

## Description
C'est un lévrier robuste issu du croisement d'Irish wolfhounds et de greyhounds. 
Ce lévrier est en voie d'extinction, compte tenu de la baisse d'effectif importante qu'il connaît.

## Histoire
Les colons australiens recherchaient un lévrier ayant la puissance de chasser les kangourous, les wallabies et capable de rapporter leur gibier.